# Dama de los cuatro tupus

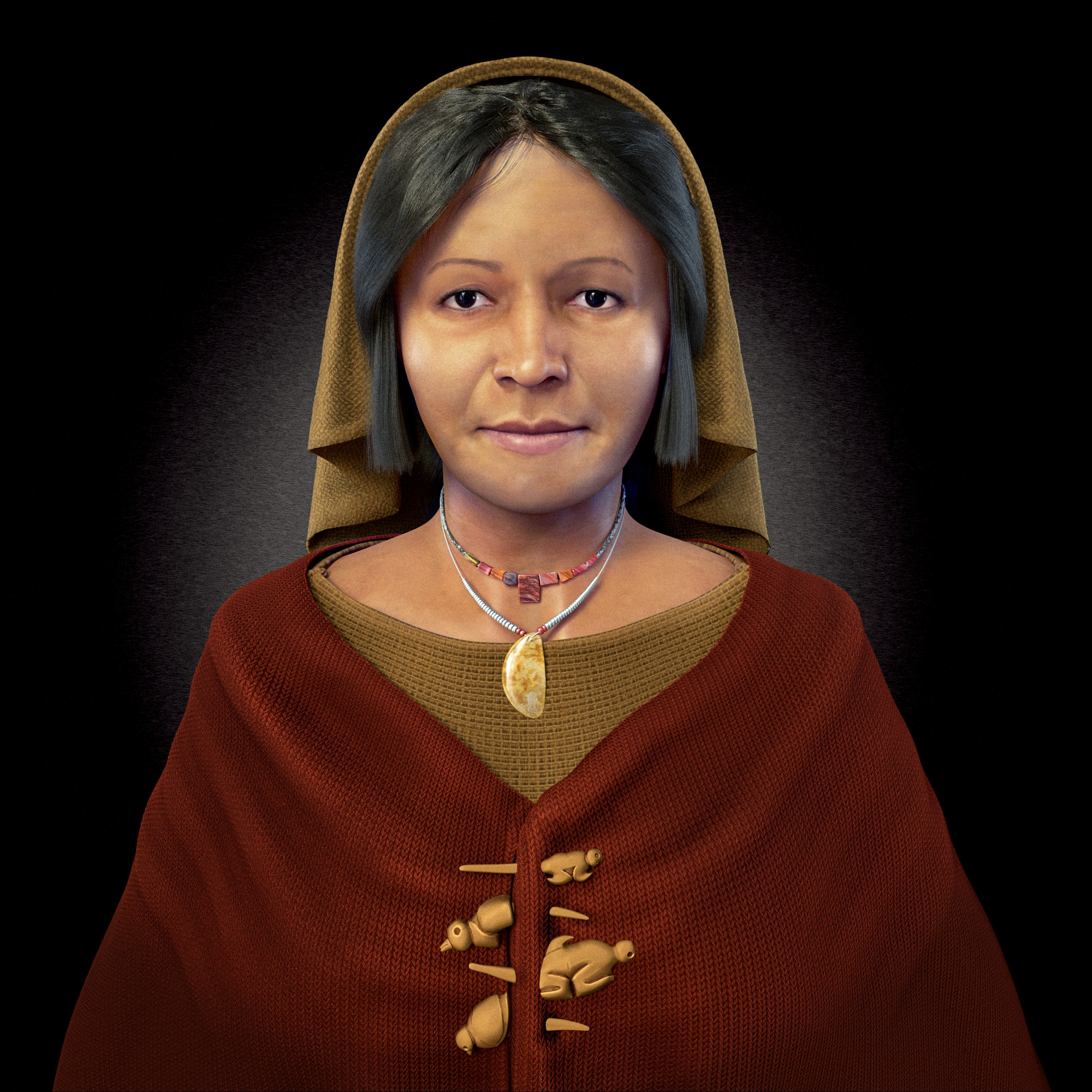
Reconstrucción de la dama de los cuatro tupus, realizado por Cícero Moraes.

Dama de los cuatro tupus, es el nombre que se le da a los restos de una mujer descubierta el año 2016 por el equipo arqueológico dirigido por Ruth Shady en Áspero (Caral), sitio arqueológico ubicado en el distrito de Supe Puerto, en el departamento de Lima, Perú. Debe su nombre a los cuatro prendedores de hueso o tupus con los que fue enterrada.
Su descubrimiento fue catalogado como uno de los más importantes de ese año por el Instituto Arqueológico de América. Así mismo, confirma las hipótesis surgida tras el hallazgo de la Dama de Cao, que algunas mujeres también ejercieron cargos poder o poseían un alto estatus en el Antiguo Perú.
La dama de los cuatro tupus, fue hallada en la Huaca de los Ídolos del complejo arqueológico, donde fue enterrada con un ajuar funerario correspondiente a su estatus, como un collar de cuentas de Spondylus, así como ofrendas. Según las investigaciones de antropología forense, vivió hace aproximadamente 4 000 años, hacia 2.000 a. C. en el periodo Precerámico Tardío, y falleció con 40 años.
En 2017 se presentó una reconstrucción facial forense de su rostro, encargada al diseñador 3D brasileño Cícero Moraes.